# Vanderwulpia atrophopodoides
Vanderwulpia atrophopodoides is een vliegensoort uit de familie van de sluipvliegen (Tachinidae). De wetenschappelijke naam van de soort is voor het eerst geldig gepubliceerd in 1891 door Charles Henry Tyler Townsend.
De soort werd voor het eerst ontdekt in Las Cruces, New Mexico. Ze is de typesoort van het geslacht Vanderwulpia.